# Малайский коротконосый крылан
Мала́йский коротконо́сый крыла́н (Cynopterus brachyotis) — вид крыланов, распространённый в южной, юго-восточной Азии и на острове Калимантан (или Борнео). Весят около 21—32 граммов. Типичный представитель рода коротконосых крыланов с рыжеватым или буроватым мехом и светлой окраской пальцев крыльев, контрастирующих с темной крыловой перепонкой. Один из наиболее многочисленных крыланов Южной и Юго-Восточной Азии. Населяет как естественные местообитания (леса), так и сельскохозяейственный ландшафт. Общественный зверек, встречается в брачных колониях (самец и несколько самок) и в материнских колониях (самки с детёнышами).  Продолжительность жизни составляет  20—30 лет.
Малайский коротконосый крылан плодояден. Предпочитают ароматные фрукты, особенно манго. Питаются в основном мелкими плодами, высасывают соки и мякоть. Едят также нектар и пыльцу.

## Примечания

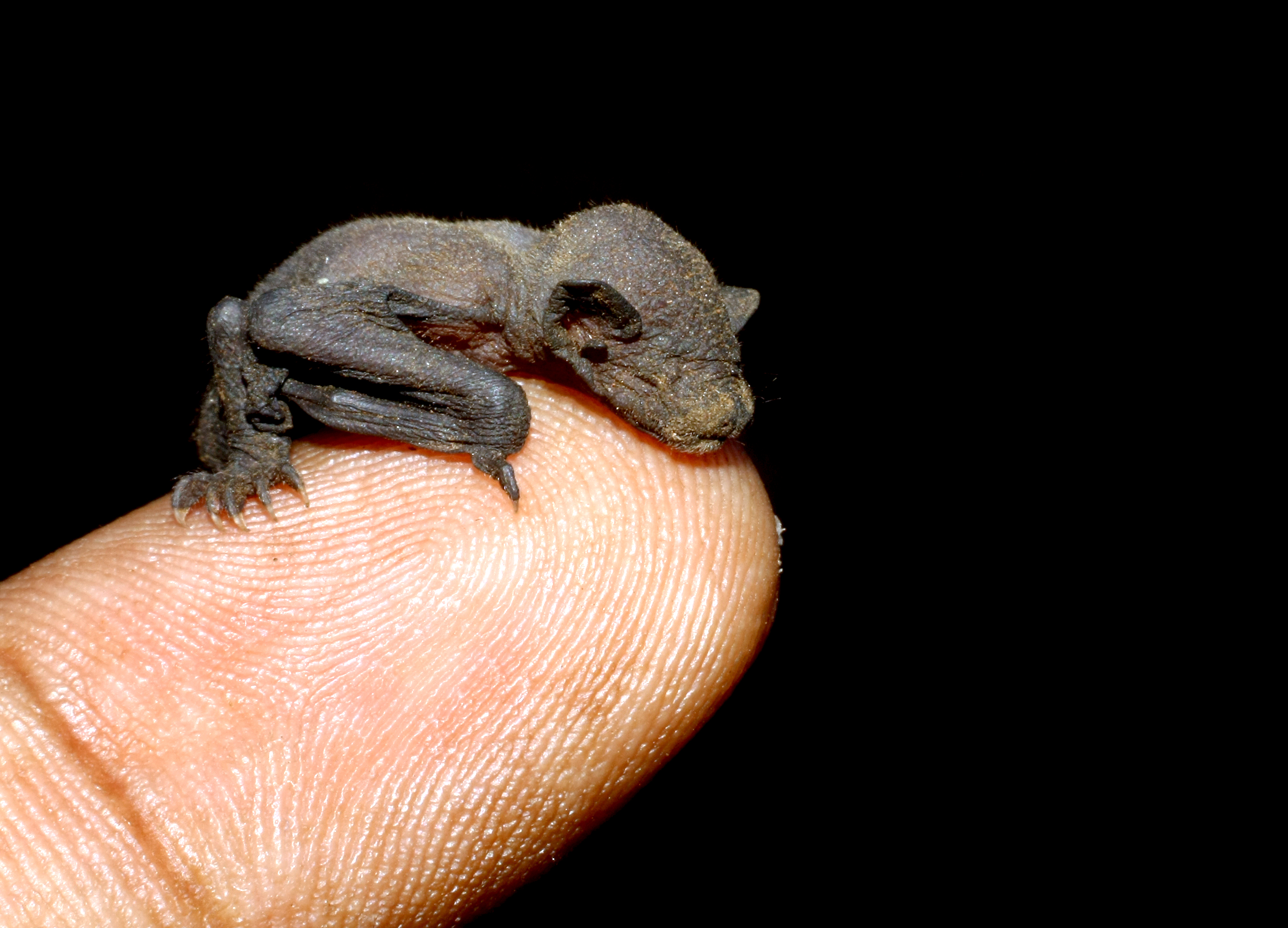
Новорожденный малайский коротконосый крылан